# نيماعت حاب
نيماعت حاب أو نيماعت حابي أو نيحاب ماعت  ، كانت ملكة مصرية غير حاكمة أو زوجة ملك في عصر الأسرة الثانية إلى الأسرة الثالثة، وكانت لها طقوس عبادة ممتدة الفترة وصلت حتى الأسرة الرابعة.

## الدلائل
يظهر اسم نيماعت حاب على طبعات أختام طينية اكتشفت معظمها في قبر الملك خع سخموي، آخر ملوك الأسرة الثانية. ووجدت أختام أخرى في مصاطب بيت خلاف أرقام K1 و K2؛ وعلاقة أصحاب المقابر الأصليين بنيماعت حاب غير معروفة، كما يظهر اسمها على شظايا من حجر في إيونو (هليوبوليس). وفي شظايا عين شمس تظهر نيماعت حاب راكعة عند قدميّ الملك زوسر، جنبا إلى جنب مع زوجة زوسر الملكة حتب حر نبتي وابنة زوسر الأميرة أنتكس. وقد تم تقييم النقش وتفسيره على أن نيماعت حاب كانت لا تزال على قيد الحياة في ذلك الوقت، وأنها شاركت في عيد سد (حب سد) واحد على الأقل. واسم نيماعت حاب لا يظهر في مقبرة هرم زوسر في سقارة، بل تم استبدال اسمها بصور إله الموت إنبو.
يظهر اسم نيماعت حاب أيضا في نقش في مقبرة النبيل متين، الذي شغل مناصبه تحت حكم الملوك حوني وسنفرو. وكان متين «مشرفا على بيت كا نيماعت حاب». وبالتالي أدار الطقوس الدينية الجنائزية للملكة. ويأخذ علماء المصريات هذا كدليل على مدى اتساع شهرة نيماعت حاب خلال عصر الدولة القديمة.

## الهوية

### الاسم الشخصي
اسم نيماعت حاب الذي يمكن قراءته أيضاً نيماعت حابي، ويرتبط اسمها بإله الخصب حابي (أبيس في الفترة اليونانية الرومانية). وهذه حالة مشابهة للملكة خنت حاب من عهد الأسرة الأولى. ففي كلتي الحالتين يعتقد بعض العلماء أن العلاقة بين أسماء الملكات والإله حابي (الذي يصور عادةً على هيئة ثور) تشير إلى لقب أدخل في وقت لاحق على ألقاب الملك وهو «ثور أمه». [1] وكانت القراءة القديمة لهذا الاسم حاب نيماعت، لأن مقطع حاب لم يكن قد ارتبط باسم الإله حابي بعد.

### الألقاب
- أم الملك (الأم الملكية): وهو أهم ألقاب الملكة حيث يدل على أنها قد ولدت ملكاً واحداً على الأقل.[3][4]
- أم الأطفال الملكيين: وهذا اللقب يعني أن الملكة قد أنجبت العديد من الأطفال المرشحين للعرش.[3][4]
- زوجة الملك (الزوجة الملكية): يظهر هذا اللقب على وعاء من الجرانيت، لكن مدى موثوقية هذا الأثر مثار جدل بين علماء المصريات.[3]
- من تقول الشيء فيفعل - لها - فوراً: لقب وحيد يعطيها سلطات الأمر بشيء فتتم إجابة ما تقول بالفعل على الفور في البلاط الملكي.[3][4]
- خاتمة حوض بناء السفن: من غير الواضح إن كان هذا اللقب لها فعلاً أم أنه لشخص آخر تم استخدام ختمه لها.[3][4]

### العائلة
و يُنظر للملكة نيماعت حاب عموما باعتبارها زوجة الملك خع سخموي. ويستند هذا إلى حقيقة أن معظم الأختام التي تخصها وجدت في قبر خع سخموي في أبيدوس. ومن غير المعروف كم عدد من أنجبتهم الملكة نيماعت حاب. ويعتبر زوسر وخلفاؤه المباشرون سخم خت وسا ناختي أبناءها.

## الدور التاريخي
كان هناك نظريات قديمة رأت أن نيماعت حاب كانت ابنة خع سخموي وتزوجت من الملك نب كا وأن زوسر كان «الملك الأول الشرعي» من هذا الدم الملكي. وهذا من شأنه أن يصلح قوائم ملوك الرعامسة، والتي تجعل الأسرة الثالثة تبدأ مع الملك نب كا. كما أنه هذا أيضاً سيكون مطابقاً لسجلات مانيتون، الذي يضع ملكاً يسمى نيشيروفيس Necherôphes قبل الملك زوسر (الذي يسميه توسورثروس Tósorthrós).
ومع ذلك، فإن هذه النظريات أصبحت مرفوضة أو غير ذات دلائل تؤيدها الآن بسبب العدد الكبير من طبعات الأختام (و عدد قليل من النقوش الحجرية) التي تحمل ألقاب نيماعت حاب «أم ملك مصر العليا والسفلى» و «أم الأطفال الملكيين» و «زوجة الملك». ويعتقد الآن أن نيماعت حاب كانت أميرة من البيت الملكي الشمالي. وبينما كان خع سخموي يقاتل البيت الملكي الشمالي في صعيد مصر وكان منتصرا، تم تسليم نيماعت حاب كنوع من الجائزة التي تقدم للمنتصر.
العلماء الآن مقتنعون أيضا بأن زوسر كان بالفعل مؤسس أسرة جديدة لأن زوسر ونيماعت حاب دفنا خع سخموي في مقبرة أبيدوس في الجنوب، ولكن زوسر أسس مقبرة جديدة على الطراز المنفي وفي الشمال في سقارة. أي أن زوسر دفن والده خع سخموي في الموقع الذي نشأت فيه سلسلة نسبه. ومعا، زوسر ونيماعت حاب رتبا الدفن. وبعد ذلك، نيماعت حاب ربما دعمت ابنها لبضع سنوات، كما قد تشير شظية النقش من إيونو (هليوبوليس). وبعد وفاتها، كان من الواضح أن نيماعت حاب ولوقت طويل ظلت تذكر وتكرم كمؤسس مشارك للأسرة الجديدة، كما تثبت ذلك وجود كاهن لها يقدم لها القرابين في الأسرة الرابعة وهو متين.

## المقبرة
لم يتم التعرف على قبر نيماعت حاب بشكل مؤكد. فبعض علماء المصريات يعتبرون المصطبة K1 في بيت خلاف هي مصطبتها، لأن كمية كبيرة من طبعات الأختام المشفوعة باسمها وجدت داخل هذا القبر. ويعتقد علماء آخرون أن نيماعت حاب كان مقررا لها أن تدفن في أبيدوس، بسبب زواجها مع خع سخموي. ولكن بعد ذلك دفنت في مكان ما في أبي صير، لأن مسؤولاً رفيع المستوى يدعى ميتجين كان مسؤولا عن عبادتها الجنائزية، وعادة ما يدفن المسؤول عن عبادة بهذا الشكل إلى جانب من كان مسؤولاً عنه في حياته.